# Джигджи
Уезд Джигджи (кит. упр. 久治县, пиньинь Jiǔzhì xiàn, палл. Цзючжи сянь, тиб. གཅིག་སྒྲིལ་རྫོང་, Вайли: gcig sgril rdzong, тиб. пиньинь: Jigzhi zong) — уезд Голог-Тибетского автономного округа провинции Цинхай (КНР).

## История
Уезд был создан в марте 1955 года, и вошёл в состав Голог-Тибетского автономного района (果洛藏族自治区) окружного уровня. Позднее в том же году Голог-Тибетский автономный район был переименован в Голог-Тибетский автономный округ.

## Административное деление
Уезд Джигджи делится на 1 посёлок и 5 волостей.